# Archirhodomyrtus turbinata
Archirhodomyrtus turbinata là một loài thực vật có hoa trong Họ Đào kim nương. Loài này được (Schltr.) Burret mô tả khoa học đầu tiên năm 1941.